# 2007 WD5
2007 WD5 – planetoida z grupy Apollo należąca do obiektów NEO.

## Odkrycie
2007 WD5 Została odkryta 20 listopada 2007 roku w programie Catalina Sky Survey przez Andre Boattiniego za pomocą 1,5 m teleskopu na Mt. Lemmon. Nazwa planetoidy jest oznaczeniem tyczasowym.

## Prawdopodobieństwo uderzenia w Marsa

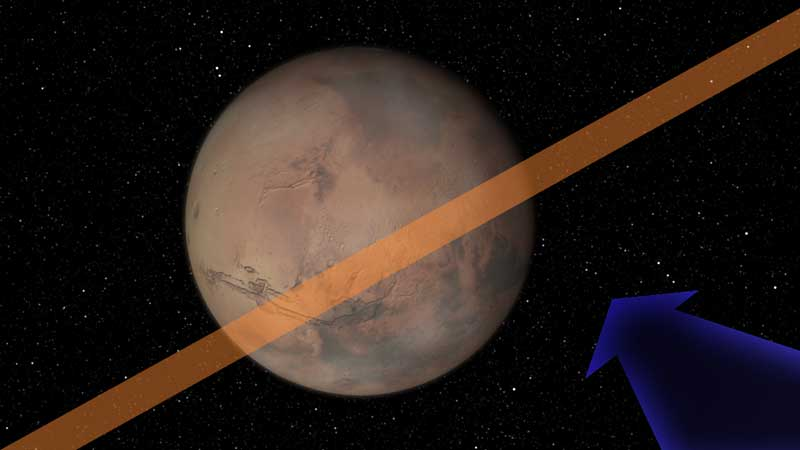
Możliwy pas kolizji z Marsem

W czasie odkrycia prawdopodobieństwo uderzenia w Marsa oceniano na 1:350. 21 grudnia możliwość uderzenia przez planetoidę 2007 WD5 w powierzchnię Marsa wzrosła do 1:75. Obiekt zbliżał się w kierunku Czerwonej Planety z prędkością 13 km/s. Ewentualne uderzenie było porównywane do Katastrofy tunguskiej, której siłę ocenia się na wybuch bomby atomowej o mocy 15 megaton trotylu. Siła wybuchu pozwala na powstanie krateru o średnicy ok. 800 m. 28 grudnia prawdopodobieństwo zderzenia planetoidy z Marsem określono na 1:25. Zawężono też trajektorię asteroidy w pobliżu planety do elipsy o długości 400.000 km i szerokości 600 km. Według szacunków z 2 stycznia prawdopodobieństwo zderzenia oceniono na 1:28.

Trajektoria 2007 WD5. Cienka biała linia to orbita Marsa, niebieska przedstawia przewidywaną trajektorią planetoidy, szersza biała kąt obserwacji z Ziemi.

19 dni przed odkryciem 1 listopada obiekt przeleciał obok Ziemi w odległości 7,5 mln km (0,0477 j.a. Według obliczeń z 21 grudnia 2007 planetoida 2007 WD5 minie Marsa w odległości 50 000 km. Jeśli jednak obiekt uderzyłby w Marsa miejsce uderzenia znajdzie się w pasie o szerokości 600 km w pobliżu równika planety. Sonda Opportunity znajduje się blisko krawędzi tego obszaru. Siłę ewentualnego uderzenia przewidywanego na 30 stycznia 2008 o godz. 10:55 UT oceniano się na 3 megatony trotylu. Takie zderzenie może przydarzyć się na Marsie raz na 1000 lat. Dokładniejsze pomiary trajektorii 2007 WD5 w okresie pierwszych szacunków zderzenia planetoidy z Marsem były utrudnione ze względu na obecność Księżyca w pobliżu trajektorii planetoidy. Obiekt stał się dobrze widoczny dla teleskopów na początku stycznia.
Dane z 8 stycznia 2008 dotyczące orbity oraz możliwego uderzenia w Marsa z obserwatorium Calar Alto w Hiszpanii sprawiły, że prawdopodobieństwo uderzenia w Marsa spadło do 2,5% (1 do 40). Ustalono, że asteroida przeleci prawdopodobnie w odległości 30000km od Marsa. Jest to odległość maksymalna.
Kolejne uaktualnienia orbity (9 stycznia 2008) – tym razem z czterech różnych obserwatoriów zmniejszyły prawdopodobieństwo uderzenia w Marsa aż do 0,01% (czyli 1 do 10000). Wykluczono także ewentualne zderzenie z Ziemią lub Marsem przez kolejne 100 lat. Ostatecznie nie doszło do uderzenia obiektu w tarczę Marsa.